# Jonathan Ross
Jonathan Ross OBE (ur. 17 listopada 1960 w Londynie) – brytyjski dziennikarz radiowy i telewizyjny, krytyk filmowy.

## Życiorys
W latach 2002-2010 prowadził w telewizji BBC One program Friday Night with Jonathan Ross. Miał również swój program w BBC Radio 2. Odznaczony Orderem Imperium Brytyjskiego za zasługi dla radiofonii.
W 2005 prowadził w BBC serię koncertów Live 8. Ross zakończył kontrakt z BBC w r. 2010.
W 1988 roku poślubił w Las Vegas brytyjską scenarzystkę, Jane Goldman. Mają dwie córki (Betty Kitten i Honey Kinny) oraz syna (Harvey Kirby).

## Kontrowersje
- Podczas wywiadu z Davidem Cameronem, zadał mu pytanie, czy masturbował się myśląc o Margaret Thatcher[6]. BBC zakazała powtórek tego programu[7]